# Barkin Ladi
Barkin Ladi es una localidad del estado de Plateau, en Nigeria. Según el censo de 2006, tiene una población de 179 805 habitantes.
Está ubicada en el centro-este del país, cerca de la orilla del río Benue, el principal afluente del río Níger.